# 拉昂区
拉昂区（法語：arrondissement de Laon）是法国埃纳省所辖的一个区。总面积2175.3平方公里，总人口156123，人口密度72人/平方公里（2018年）。主要城镇为拉昂。

## 辖区
拉昂区辖有240个市镇。